# Месопотамія (книга)
«Месопотамія» — книга українського письменника Сергія Жадана, яка видана у 2014 році харківським видавництвом «Клуб сімейного дозвілля». 2015 року книга стала лавреатом премії «Ангелус».

## Анотація
«Месопотамія» за змістовним наповненням — це дев'ять прозових історій і тридцять віршів-уточнень. Усі тексти цієї книги — про одне середовище, герої переходять з історії в історію, а потім — у вірші. Філософські відступи, фантастичні образи, вишукані метафори й специфічний гумор — тут є все, що так приваблює у творах Сергія Жадана. Історії Вавилона, переказані для тих, хто цікавиться питаннями любові і смерті. Життя міста, що лежить поміж рік, біографії персонажів, які б'ються за своє право бути почутими й збагнутими, хроніка вуличних сутичок і щоденних пристрастей. Освідчення і зради, втечі і повернення, ніжність і жорстокість.

## Задум
Сам автор вважає, що ця книга «дуже харківська і надзвичайно інтимна». Жадан стверджує, що це найбільш особиста його книжка, оскільки про Харків він ще ніколи лірично не писав.
Ідея назви книги, як говорить Жадан, така, що Харків лежить між двома ріками: між Лопанню і Харковом, «наше місто як межиріччя, як Месопотамія — місто на горі, земля між ріками».
|                            | Була мета привернути більше уваги до цього міста (Харкова), тому що Харкова у літературі, на жаль, не так багато. Мені його, скажімо, бракує. Тому хотілося зробити таку дуже міську книгу, дуже урбаністичну і, власне, взяти за основу саме харківські ландшафти |
| — з інтерв'ю Сергія Жадана | |

## Нагорода
- Лавреат щорічної премії Президента України «Українська книжка року» (2015)

## Екранізація
У 2016 році вийшов фільм «Любові стане на всіх» режисера Михайла Лук'яненка, який є екранізацією розділу «Ромео» з книги. В епізодичній ролі у фільмі знявся сам Сергій Жадан.